# زغبة روتشية
زغبة روتشية (الاسم العلمي: Myomimus roachi) (بالإنجليزية: Roach’s Mouse-tailed Dormouse)‏ هي نوع من الحيوانات تتبع جنس الزغبة الفأرية الذيل من فصيلة الزغبات.